# Arig böke
Arig böke (1219 – 1266 után) Arigh, Bukha, Buka (mongolul: Аригбөх; kínai: 阿里不哥) néven is írják, Toluj hetedik és legfiatalabb fia, Dzsingisz kán egyik unokája volt. Bátyja, Möngke nagykán halála után Arig böke igényt tartott a Mongol Birodalom nagykánja címre, és rövid időre átvette a hatalmat, amíg testvérei, Kubiláj és Hülegü távol voltak a mongolok központi területeitől, illetve a fővárostól Karakórumtól. Amikor Kubiláj 1260-ban visszatért a választásokra, a rivális frakciók nem tudtak megegyezni, és mindkét trónkövetelőt, Kubilájt és Arig bökét is a trónra ültették, ami az úgynevezett „Tolujid polgárháborúhoz” vezetett.  Arig bökét a mongol birodalom hagyományőrzői támogatták, míg testvérét, Kubilájt az észak-kínai és mandzsúriai magas rangú fejedelmek.

## Korai évei
Arig böke Szorkuktani Beki és Dzsingisz kán fiának, Tolujnak legfiatalabb fia volt. Amikor Dzsingisz kán 1227-ben meghalt, a birodalom vezetése Dzsingisz kán harmadik fiára (Arig böke nagybátyjára), Ögödejre szállt. Részt vett mind nagybátyja, Ögödej nagykán, mind Ögedei utódja és legidősebb fia, Güjük nagykánná választásán. Miután legidősebb testvérét, Möngkét 1250-ben trónra ültették, családja még nagyobb hatalomra tett szert a dzsingiszidák között. Anyja keresztény volt, és Arig böke is szimpatizált a kereszténységgel. Ez Rubrucki Vilmos ferences, IX. francia Lajos követe beszámolójából ismert, aki megfigyelte, amint Arig böke keresztet vetett. Idősebb bátyja, Kubiláj kán utasítására Arig böke számára konfuciánus nevelőt szerveztek, de Arig böke nem fogadta úgy a kínai tudósokat, mint azt Kubiláj szerette volna.
Amikor Ögödej meghalt, hatalmi harc tört ki, a dzsingiszida vezetésen belül. A hatalom végül 1246-ban Ögödej fiára, Güjükre szállt, aki azonban két évvel később, 1248-ban meghalt. Sorozatos belső csatározások után Toluj, Ögödej testvérének fiai vették át a hatalmat. Toluj fiai közül elsőként Möngke lett nagykán, aki Batu erőteljes támogatásával vezette a birodalmat. Möngke Kubilájjal együtt folytatta Dél-Kína és a déli Szung-dinasztia meghódítását. Testvérük, Hülegü vezette a mongol előrenyomulást nyugat felé, meghódította Bagdadot, majd Szíriába és Palesztina felé haladt. Ez idő alatt a az ősi mongol területek (Szívföld) minden ügyét testvérük, Arig böke irányítása alatt hagyták.

## Kánsága, a tolujida polgárháború

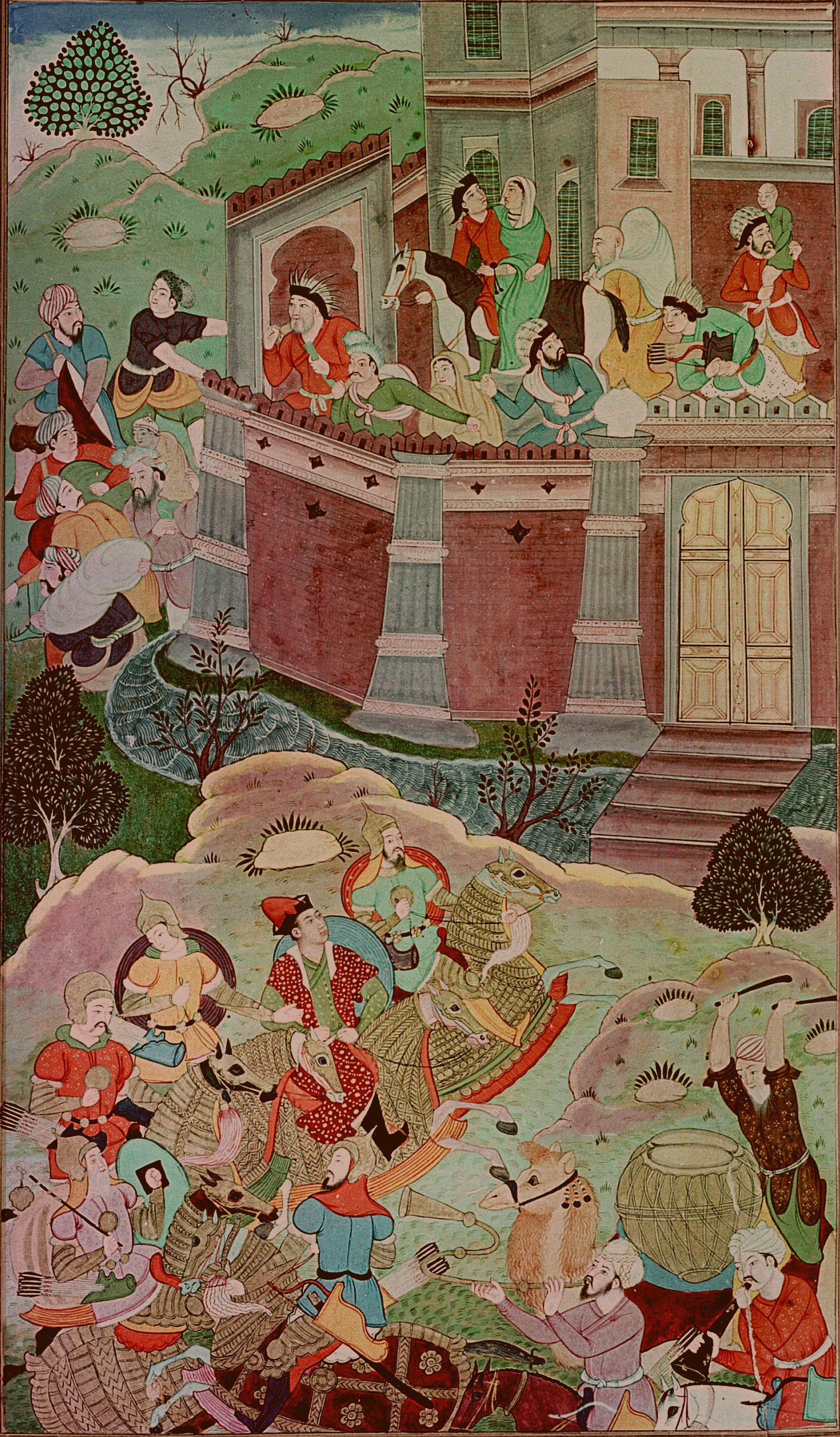
Arig böke megtámadja Alghut, Dzsami al Tavarih festménye (1596).

Az úgynevezett tolujida polgárháború kirobbanása az első független csagatájida régens, Ergene hatún ( régens 1251-1260), Kara-Hülegü, Csagatáj unoka feleségéhez fűződik. Ő volt az irányító, amikor Möngke halála válságba sodorta a Mongol Birodalmat. Ergene nemcsak az Ögödej, hanem a Toluj-házzal is rokonságban állt, és Möngke miatt élvezte régensi pozícióját csagatáj földön (ulusz). Személyes érdeke fűződött ahhoz, hogy konfliktus robbanjon ki a két keleti kán, Arig böke és Kubiláj között. Eleinte igyekezett elkerülni, hogy állást foglaljon az utódlás kérdésében, de szomszédjai sürgetésére beavatkozott a rivalizálásba. Az Aranyhorda Arig bökét, Hülegü pedig Kubilájt támogatta. Möngke halála után Ergene ráhatására Arig bökét választották meg kánnak testvérei távollétében, ezt támogatta az udvari felsőbb vezetés és befolyásos család a fővárosban Karakorumban, például Möngke családja és a közvetlen káni testőrség, a Fehér Horda elitje, valamint az ojrátok, akik házasság révén szövetségesek kötöttek vele.
Az ellentét 1260 végén robbant ki, amikor Arig böke megpróbálta megalapozni hatalmát az Ergene és Masüd Bég által ellenőrzött területeken. Amikor a Csagatáj kánságnak új vezetőre volt szüksége, Kubiláj megpróbálta a hozzá hű Abiskát a Csagatáj kánság vezetőjévé tenni, Arig böke azonban elfogatta és megölette Abiskát, helyette saját szövetségesét, Csagatáj unokáját, Alghut (1260–1265/66) nevezte ki, majd nyugatra küldte, hogy a Kubiláj által blokkolt kínai import helyett gabonát szerezzen Turkesztánból Mongólia számára, ahol Arig böke főhadiszállása volt.
Amikor Kubiláj és Hülegü hírt kapott Möngke haláláról, félbeszakították hadjárataikat, hogy visszatérjenek a fővárosba, és döntsenek az utódlás kérdésében. 1260 májusában Kubilájt saját hívei megválasztották nagykánnak. Arig böke megparancsolta Alghunak, hogy védje meg a területet mind Hülegü erőitől, mind az Aranyhorda akkori vezetője, Batu utódja és testvére, Berke esetleges beavatkozásától. Alghu kezdetben azt tette, amit vártak tőle, és a saját, valamint Arig böke érdekeit szolgálta. A csagatáj tartományokat ellenőrzése alá vonta, ám az Arany Horda és az egykori nagykáni tartományok rovására bővítette azokat.
Ergene és Mas'üd bég panaszt tett Arig bökénél. Ő 1262-1263 folyamán seregét az immár lázadónak tekintett Alghu ellen vezette, de nem tudta behódolásra kényszeríteni. Arig böke támogatásától megfosztva Ergene és Mas'üd Bég nem tehetett mást, mint békét kötött Alghuval. Mas'üd bég lett Transzoxánia kormányzója és Ergene Alghu felesége. Ekkor már Kubiláj is aktívan próbálta Alghunt Arig böke ellen hangolni. Alghu cserbenhagyta Arig bökét, és megölte annak követeit. Alghu és Arig böke hamarosan közvetlenül megütköztek, és bár az első ütközetet Alghu nyerte, a másodikban Arig böke győzedelmeskedett, és Alghut nyugatra menekült.
Arig böke és testvére, Kubiláj között a háború folyamatosan eszkalálódott. Kubiláj nagy létszámú mongol lovascsapatokkal, mandzsu, han, kipcsak és számos kínai gyalogos egységgel rendelkezett, és támogatója, Kadan, Ögödej fia, szétzúzta Arig böke Alandar tábornok vezette haderejét, így Arig böke kétszer is elvesztette az ellenőrzést a főváros, Karakorum felett. Kubiláj továbbra is blokkolta az Észak-Kínából Mongóliába irányuló kereskedelmi útvonalakat, hogy elvágja Arig seregeinek élelmiszer-utánpótlását. Arig böke végül 1263-ban behódolt Kubilájnak. A nagykán bebörtönöztette, majd Arig böke néhány évvel ezután rejtélyes körülmények között meghalt. Az udvari pletykák szerint megmérgezték.

## Hagyatéka
Arig böke a hagyományos mongol életforma szószólója volt, a tradicionális értékeket hangsúlyozta, többször szót emelt a letelepedést sürgető, elsősorban a kínai civilizáció átvételét sürgető új áramlatok ellen. Egyes mongolok úgy érezték, hogy – az elsősorban Kubiláj vezette – irányvonal veszélyes a mongol egységre nézve. A tradicionalista nézet szerint a mongol központnak Mongóliában kell maradnia, és a mongolok nomád életét érintetlenül kell megőrizni, Kínát csupán ki kellene használni. Ezt az örökséget Kaidu (Khaidu) folytatta. Bár Arig böke elvesztette hatalmát, néhány leszármazottja később az Ilhanátus és az északi Jüan-dinasztia fontos személyisége lett, és úgy az Ilhán Árpa Ke'ün, mint Jeszüder leszármazási vonala Arig bökéig vezethető vissza.

## Fordítás
- Ez a szócikk részben vagy egészben  az   Ariq Böke című angol Wikipédia-szócikk ezen változatának fordításán alapul.  Az eredeti cikk szerkesztőit annak laptörténete sorolja fel. Ez a jelzés csupán a megfogalmazás eredetét és a szerzői jogokat jelzi, nem szolgál a cikkben szereplő információk forrásmegjelöléseként.